# مونيكا نيلسن
مونيكا نيلسن (بالسويدية: Monica Nielsen) (30 نوفمبر 1937 - 1 يونيو 2025)، هي ممثلة سويدية، ولدت في 30 نوفمبر 1937 بستوكهولم في السويد. من الجوائز التي نالتها ميدالية الآداب والفنون ‏ سنة 2006.

## جوائز
- ميدالية الآداب والفنون [الإنجليزية]‏ (2006)

## وصلات خارجية
- مونيكا نيلسن على موقع IMDb (الإنجليزية)
- مونيكا نيلسن على موقع ميوزك برينز (الإنجليزية)
- مونيكا نيلسن على موقع قاعدة بيانات الأفلام السويدية (السويدية)
- مونيكا نيلسن على موقع ديسكوغز (الإنجليزية)
- مونيكا نيلسن على موقع قاعدة بيانات الفيلم (الإنجليزية)